# Dones guerreres en la literatura i en la cultura

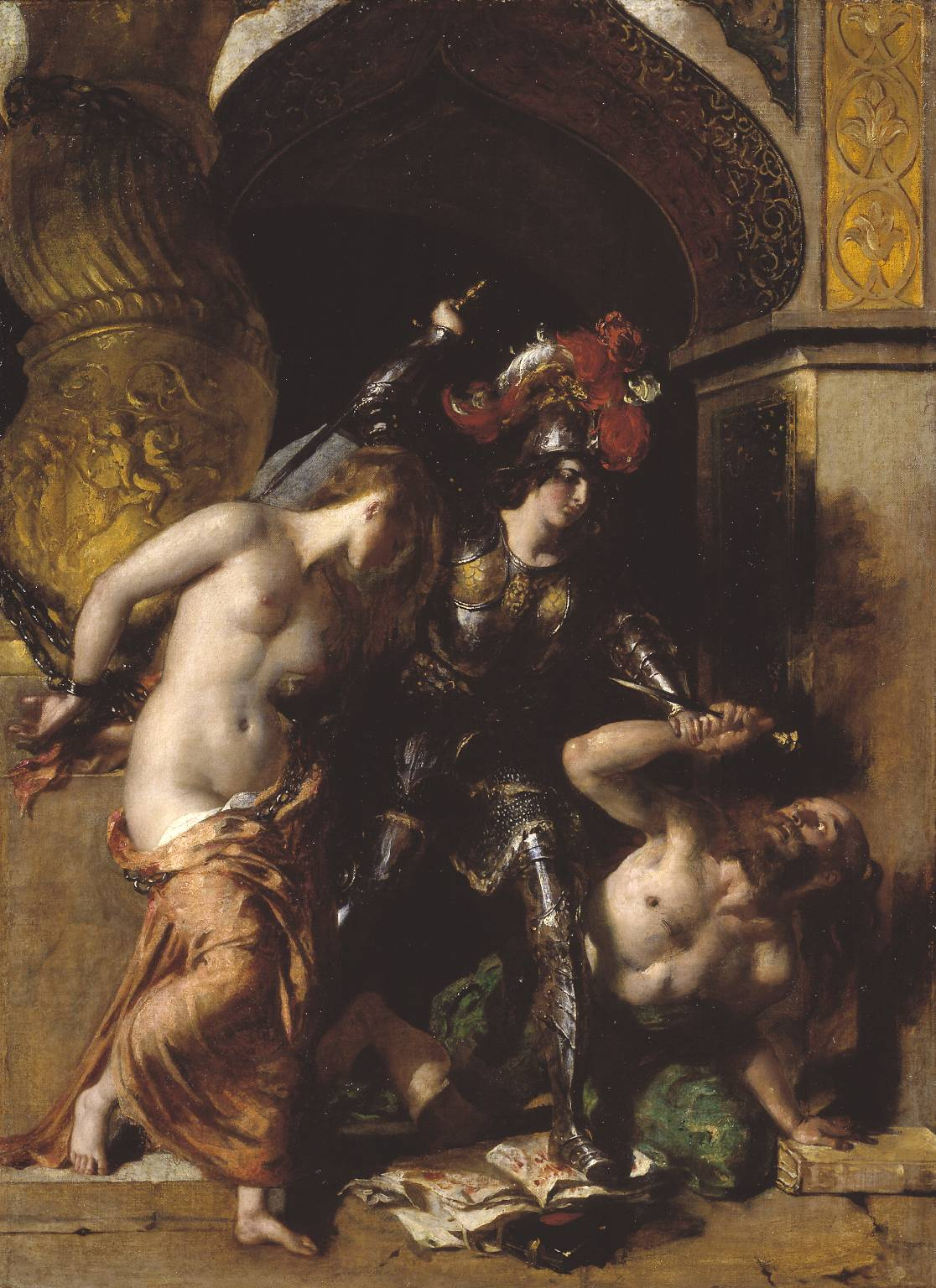
Britomart Redeems Faire Amoret (Britomartis redimeix la fada Amoret), William Etty (1833)

La manera com són descrites les dones guerreres a la literatura i la cultura popular és un tema d'estudi en història, estudis literaris, estudis de pel·lícules, folklore i mitologia, estudis de gènere, i estudis culturals.
L'estereotip de la dona guerrera s'inspira en la mitologia grega revisant el mite de les amazones. Es caracteritza, en termes generals, per ser una dona amb personalitat forta i independent, decidida a aconseguir els seus objectius, situant-se en l'extrem oposat als rols que eren, tradicionalment, assignats a les dones. La guerrera lluita en guerres o duu a terme treballs molt durs. Les seves accions solen ocórrer en universos de fantasia heroica o de recreació històrica medieval èpica en els quals s'aprecien les seves capacitats físiques.
La imatge de la guerrera és una representació arquetípica d'un personatge femení, sovint de sang real, amb un caràcter fort i valent; qualitats que, segons la concepció tradicional, pertanyen típicament al gènere masculí. És la representació antitètica de la donzella en perill.

## Folklore i mitologia

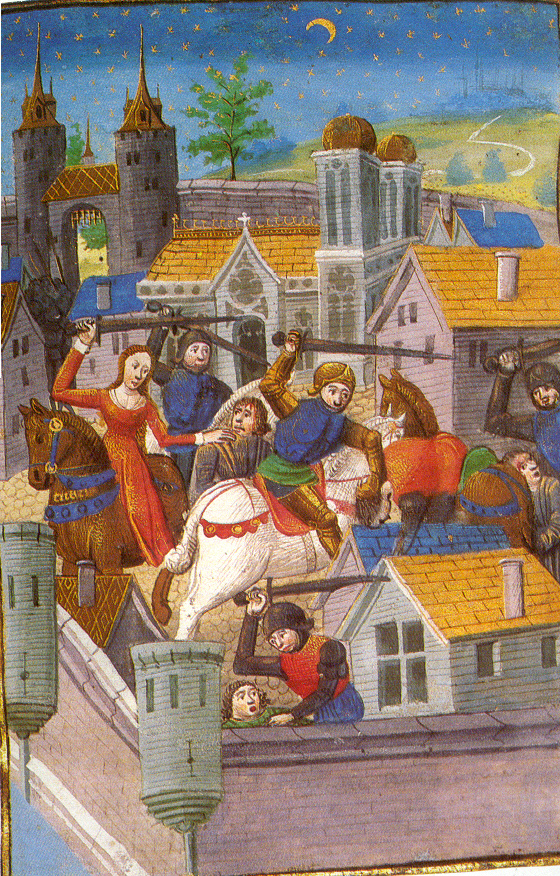
Dones medievals ajuden a defensar la ciutat d'un atac.

En la mitologia hindú, Chitrāngadā, l'esposa d'Arjuna, era la comandant dels exèrcits del seu pare.
Les amazones eren una tribu de dones guerreres en les llegendes gregues."Amazona" s'ha convertit en un epònim per a dones guerreres i atletes.
En la mitologia britànica, la Reina Cordelia va lluitar contra diversos contendents pel seu tron dirigint personalment a l'exèrcit en les seves batalles.
En el seu Mulierum virtutes (Sobre la valentia de les dones), l'historiador grecoromà Plutarc descriu com les dones d'Argos van lluitar en contra del Rei Cleómenes i els espartans sota l'ordre de Telesila en el segle cinquè a. de C.

### Folklore de l'Índia
Relats sobre dones guerreres apareixen en el Ramayana (aprox. 500 a. C.) i en el Mahabharata (aprox. 400 a. de C.). En la mitologia hindú, Chitrāngadā, esposa de Arjuna, era la comandant dels exèrcits del seu pare. Satyabhama era una esposa guerrera de Krisná que va liderar un exèrcit contra Narakasura; era arquera i experta en tàctiques militars. Shikhandini era una princesa que va aprendre "arquería, arts marcials, tècniques de guerra" i va lluitar per a venjar-se a si mateixa per errors passats en una altra vida; eventualment es converteix en home (a través d'una intervenció sobrenatural). Kaikeyi era l'esposa d'un rei que conduïa el seu carruatge a la batalla i que va salvar la seva vida.
Altres exemples de dones guerreres a l'Índia es poden veure a l'escultura:

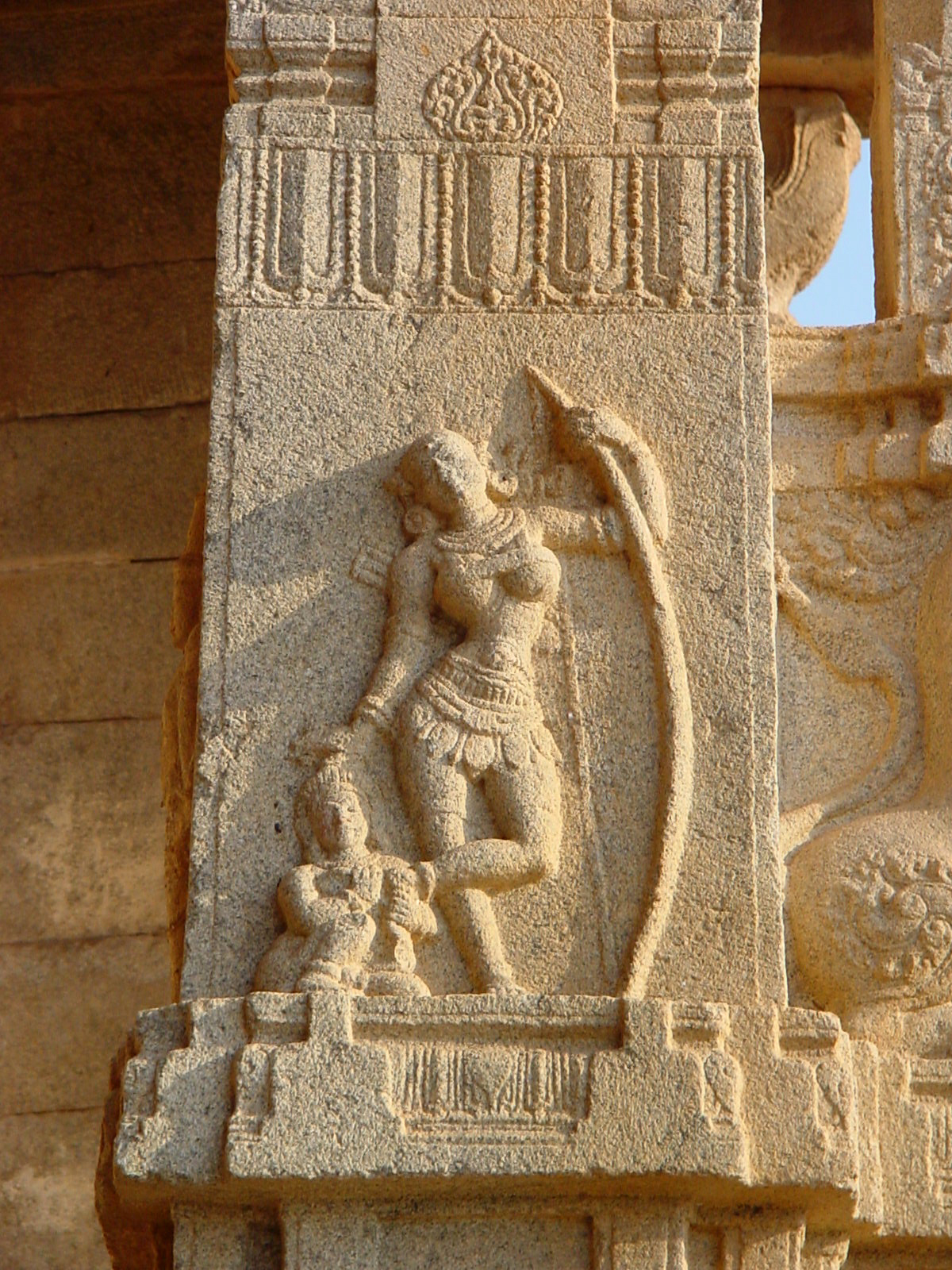
India, Temple de Bala Krishna a Hampi. Dona amb arc, un assistent li està llevant una espina del peu. Principis del s. XVI, d. de C.
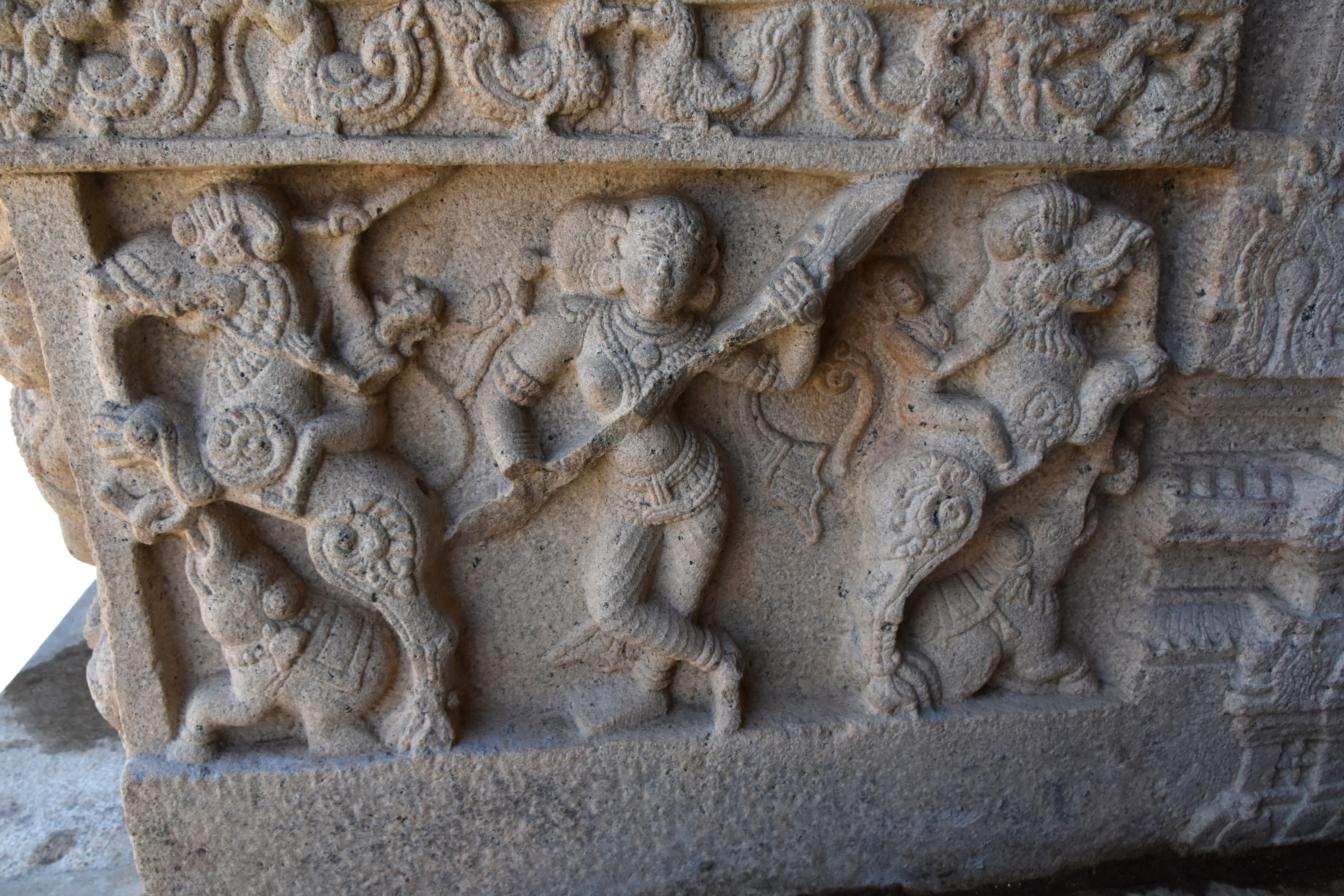
Srirangam, India. Escultura d'una dona guerrera del periode Vijayanagar, s. XVI, sala Sesha Mandapa del Temple de Sri Ranganathaswamy.
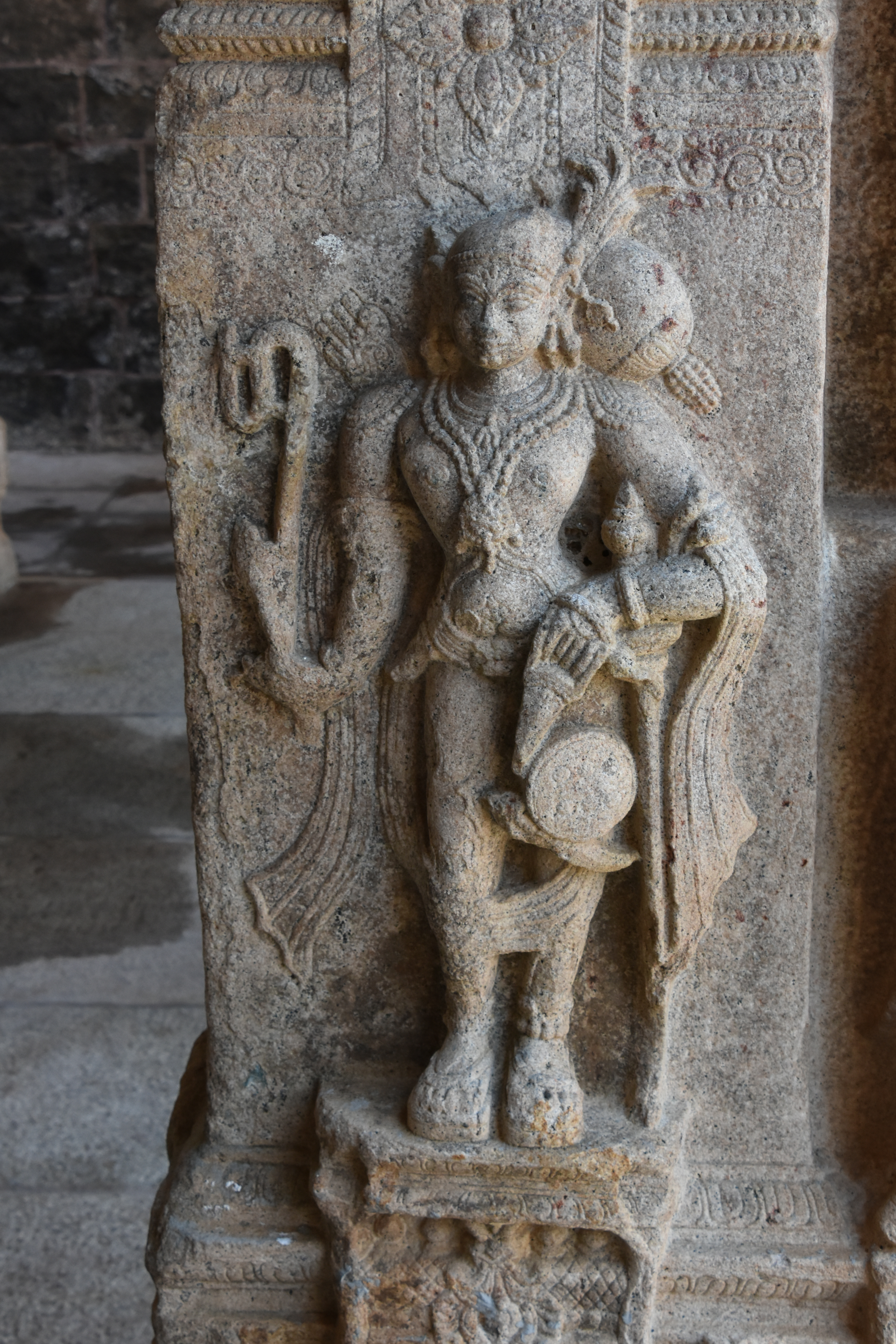
Escultura d'una dona guerrera del periode Vijayanagar, s. XVI, sala Sesha Mandapa del Temple Sri Ranganathaswamy.
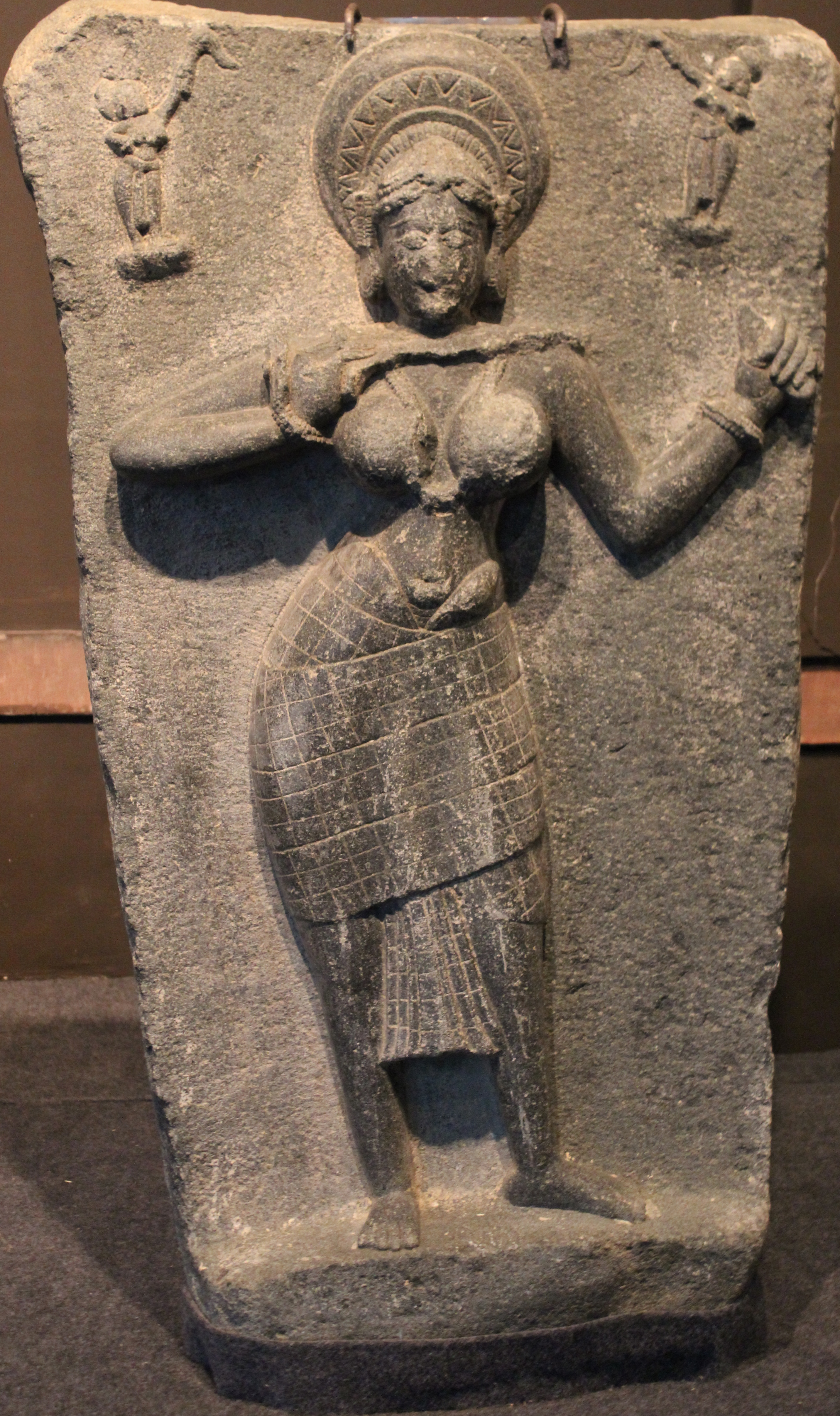
India. Una dona guerrera se sacrifica, tallant-se la gargamella.

### Religió
Hind bint 'Utbah va ser una dona àrab de finals del segle VI i principis del VII que es va convertir a l'islam. Participà en la batalla del Yarmuk l'any 636, lluitant contra els romans i animant els soldats homes a unir-se.
Khawlah bint al-Azwar va ser una destacada guerrera musulmana del segle VII que va comandar batalles a les actuals Síria, Jordània i Palestina.
Ghazala la jariyí també va ser comandant en batalla, fent fugir a famosos generals com al-Hayyach. El seu valor ha estat exalçat en poemes.
Joana d'Arc va ser una jove camperola del segle XV considerada una heroïna a França pel seu paper en la Guerra dels Cent Anys. Joana d'Arc va afirmar que tenia una connexió amb els sants Caterina, Margalida i l'arcàngel Miquel i que aquests es van comunicar amb ella per dir-li que s'unís a l'esforç bèl·lic dels francesos el 1429. El seu esforç a la batalla d'Orleans al maig de 1429 va contribuir a la retirada dels anglesos de la ciutat. Posteriorment va ser canonitzada com a santa catòlica i, en 1922, patrona nacional de França. En la cultura popular moderna, ha estat representada moltes vegades, entre d'altres a La Passió de Jeanne d'Arc (1928), una pel·lícula muda històrica del director danès Carl Th. Dreyer. La pel·lícula descriu el judici real de Joana d'Arc fins a la seva execució a la foguera.

## Literatura
Les dones guerreres tenen una llarga història a la ficció, on sovint tenen funcions més grans que les seves inspiracions històriques. Entre elles es troben "Gordafarid" (en persa: گردآفريد) al poema antic èpic persa El Shāhnāmeh, Delhemma a la literatura èpica àrab, Hua Mulan en la tradició xinesa, i Camila a l' Eneida, la qual va ser, probablement, el model per a un grup de dones guerreres presents a les epopeies del Renaixement: Belphoebe i Britomartis a La Reina Fada d' Edmund Spenser, Bradamante i Marfisa a Orlando Furiós, Clorinda i (a contracor) Erminia a Jerusalem alliberada. Hi ha també un debat sobre si la mare de Grendel del poema britànic altmedieval Beowulf era un monstre o una dona guerrera. Diverses altres dones guerreres han aparegut a la literatura clàssica.

### Contes populars i de fades
En una llegenda xinesa descrita per Gan Bao, una noia anomenada Li Ji mata una serp que havia devorat a moltes donzelles del seu poble (李寄斩蛇; Li Ji mata la Serp Gegant ).
La narrativa de la dona guerrera de vegades inclou el motiu de transvestir-se o disfressar-se d'home o de soldat home. Aquestes històries pertanyen al cicle de la Donzella Guerrera. Un exemple popular és la llegendària heroïna Hua Mulan de la història xinesa. Els primers registres de Mulan es remunten a l'època de les Dinasties del Nord i del Sud de la Xina (segles IV a VI dC). C.). A la balada, Mulan es disfressa d'home i ocupa el lloc del seu pare a la guerra per protegir-lo. Des que es va escriure per primer cop, la història original ha estat contada moltes vegades per diferents autors. Hua Mulan es va popularitzar encara més, especialment als Estats Units, gràcies al llargmetratge Mulan, de Disney, de 1998 .

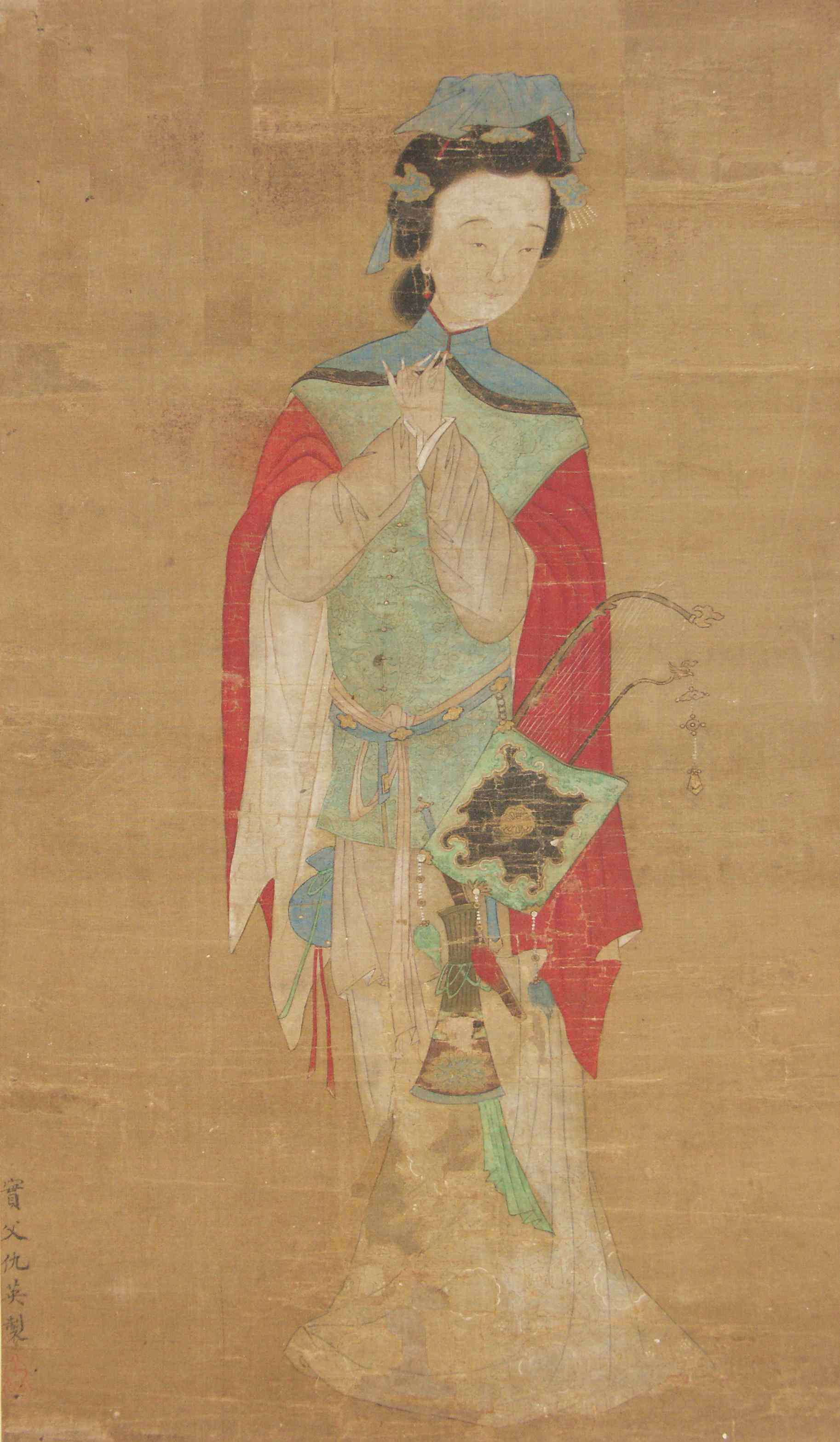
Retrato de Mulan del s. XVIII.

En molts casos, la donzella disfressada entra al servei d'un rei i descobreix la infidelitat de la reina. La reina és castigada i el rei es casa amb la donzella guerrera. Un exemple és la afilhada de Són Pedro ("L'afillada de Sant Pere"), un conte popular portuguès recopilat per Consiglieri Pedroso. Aquests contes estan classificats a l'índex Aarne-Thompson-Uther com a ATU 513, "Els companys extraordinaris" i subtipus, i ATU 514, "El canvi de sexe".

Altres contes de fades inclouen:
- Belle-Belle ou Le Chevalier Fortuné (conte de fades literari francès de la Madame d'Aulnoy)
- Princesa Belle-Etoile (conte de fades literari francès de la Madame d'Aulnoy))
- Costanza/Costanzo (conte de fades literari italià de Giovanni Francesco Straparola)
- Les tres corones (conte de fades literari italià de Giambattista Basile)
- Ileana Simziana (conte de fades romanès)
- Fanta-ghirò, Persona Bella (heroïna de contes populars italians) i la seva sèrie de pel·lícules
- Marya Morevna, la princesa guerrera del conte Koschéi (conte de fades rus)[31][32]
- La Princesa en variants d'Aarne–Thompson–Uther ATU 551, "L'aigua de la vida," on l'heroi busca un objecte de la princesa fada/guerrera (mirall, flor, font, etc.) i ella persegueix el príncep amb el seu exèrcit.[33]
- El personatge femení dels contes classificats com a ATU 519, "La dona forta com a núvia (Brunhilda)"
- L'heroi femení del tipus de contes ATU 300, "El mata dracs", en variacions de Llatinoamèrica[34]

## Al món modern

Creada en els anys 90, la princesa guerrera Xena continua formant part de la cultura popular avui dia.

La dona guerrera forma part d'una llarga tradició en moltes cultures diferents, incloses les pel·lícules d'arts marcials xineses i japoneses, però el seu abast i atractiu per al públic occidental és, possiblement, molt més recent, coincidint amb el gran augment del nombre de superheroïnes als mitjans de comunicació estatunidencs des de 1990. :136 :25Les pel·lícules han portat dones guerreres a la pantalla gran, com per exemple a king Arthur (pel·lícula de 2004), en què Keira Knightly interpreta l'heroïna Ginebra, originalment l'esposa del Rei Artús. En aquesta versió, Ginebra és representada com una guerrera d'igual força que els seus homòlegs masculins.
Les dones guerreres també han aparegut freqüentment en els darrers anys, en part a causa de la popularitat dels còmics i les franquícies inspirades en elles, en particular les pel·lícules de Marvel Studios i les del DC Extended Universe. Personatges com la Capitana Marvel, la Vespa, la Vídua Negra i, més recentment, Jane Foster, una iteració femenina de l'heroi Thor, van ser originalment superheroïnes en populars sèries de còmics. Des de llavors, aquestes heroïnes han estat representades en pel·lícules dirigides per Marvel Studios i formen part de l'Univers Cinematogràfic Marvel

## Aproximacions feministes
L'estereotip de la “dona masculina que actua com un home” dins de la cultura popular s'ha ampliat activament a partir de la dècada de 1970, degut en part al desenvolupament del moviment feminista a tot occident : la típica protagonista femenina que era una donzella passiva i indefensa en dificultats va començar a declinar, assimilant-se fortament a la idea de la necessitat que es defensi com un home.
L'estereotip contemporani presenta una dona excepcional i independent, que s'esforça per assolir els seus objectius per si sola, situant-se així a l'antítesi dels típics rols creats dins del model social patriarcal tradicional. Aquesta imatge també reverbera i es pot utilitzar fàcilment en les obres artístiques del món modern, sent un exemple cinematogràfic el subgènere de les noies pistoleres.
A diferència d'altres imatges de dones fortes, com la femme fatale o la tomboy, la imatge de la donzella guerrera continua existint a les obres de creació masculina, sense perdre res de la seva feminitat essencial. A més, sembla que la cultura de masses ha perdut completament l'ideal de l'amor cortesà medieval de la princesa que necessita ser salvada.
Així, dones guerreres han estat adoptades com a símbol d'apoderament feminista, emfatitzant l'agència de les dones i la seva capacitat per al poder, en canvi del patró comú del victimisme femení, representat en la idea de la “ donzella en perill ”. :269Acadèmiques com Sherrie Inness al seu llibre Tough Girls: Women Warriors and Wonder Women in Popular Culture o Frances Early i Kathleen Kennedy al seu llibre Athena's Daughters: Television's New Women Warriors, per exemple, se centren en figures com Xena, de la sèrie : la princesa guerrera o Buffy Summers de Buffy the Vampire Slayer (qui ha inspirat el camp acadèmic d'estudis sobre Buffy), com a exemples d'aquesta idea.

### Violència
Tot i que hi ha una distinció entre l'agressió positiva i la violència, representacions fictícies de la violència femenina com les de la pel·lícula Kill Bill segueixen tenint el poder de funcionar positivament, equipant les dones per a situacions de la vida real que requereixen una agressió externa. :108,237Més enllà del nivell individual, les representacions fictícies de violència a mans de dones poden ser una eina política per cridar l'atenció sobre problemes de violència al món real, com la que es dona actualment contra les dones indígenes. Altres autors i autores afirmen que la idea d'una heroïna violenta soscava l'ètica feminista contra la violència masculina, fins i tot quan es postula com a defensa de les dones, per exemple en pel·lícules com Hard Candy. :269La pel·lícula de 2020 Promising Young Woman també explora la idea d'una dona guerrera que lluita contra la desigualtat sexual mortal, utilitzant violència passiva o activa per restaurar algun sentit de justícia en un món esbiaixat cap a la simpatia per homes sexualment violents. Sovint, la violència és només implícita, o correspon només a amenaces, i existeix en juxtaposició la paleta de colors pastís de la fotografia de la pel·lícula i la seva estètica estereotípicament femenina.

## Personatges representatius

### Mitologia

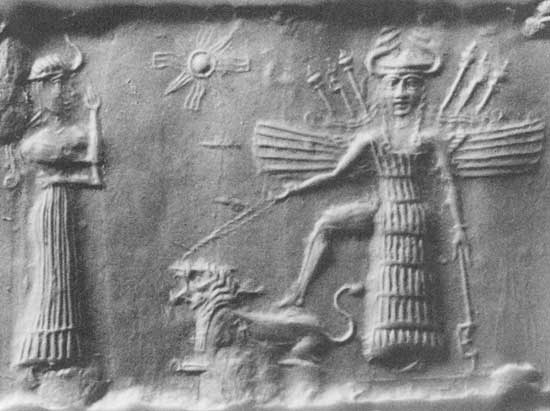
Antic segell cilíndric acadi que representa Inanna i Ninshubur.

- La deessa guerrera sumèria Inanna i la deessa de l'inframón Al·lat.
- La Ishtar babilònica, un dels seus epítets era "la guerrera."
- La deessa hindú Pàrvati.
- Atenea, la Minerva romana, Belona.
- Les egípcies Anat i Sekhmet.
- Les irlandeses Badb, Macha i Mórrígan.
- L'escandinava Freyja.
- La iranica Anahita.
- La grega Enio, furibunda companya d'Ares, i germana d'Apolo, i Artemisa.
- Atalanta
- Les Valquíries del folklore nòrdic.

### Literatura
- Camil·la, personatge de l' Eneida, reina dels volscos i aliada de Torn, rei dels rútols. morta en batalla per Arunte.
- Brunilda, personatge del Cant dels Nibelungs, promet casar-se només amb qui que aconsegueixi vèncer-la a la batalla.
- Scàthach ("Ombrosa") heroïna del Cicle de l'Úlster en la mitologia irlandesa.
- Bradamante, personatge del cicle carolingi.
- Marfisa, personatge de l' Orlando enamorat de Matteo Maria Boiardo i de l' Orland furiós de Ludovico Ariosto
- Clorinda, personatge de la Jerusalem Alliberada de Torquato Tasso.
- Britomartis, personatge de la Reina Fada d'Edmund Spenser.
- Tota l'òpera La valquíria de Richard Wagner i centrada a la figura de la dona guerrera.
- Hua Mulan
- Yde, protagonista del cantar de gesta Yde et Olive . Es disfressa amb roba masculina per escapar del seu incestuós pare, es converteix en cavaller i finalment és transformada per un àngel en home.
- Éowyn, personatge d' El senyor dels anells de J. R. R. Tolkien.
- Oscar François de Jarjayes, personatge de La rosa de Versalles de Riyoko Ikeda
- Margaret d'Urbs, àlies La Flama Negra, a la primera part (Dawn of Flame ) de la novel·la postapocalíptica de Stanley G. Weinbaum, La flama negra, on s'estableix un paral·lelisme entre aquest personatge i la reina guerrera Semiramis. Aquesta novel·la va inspirar els moviments feministes nord-americans
- Tots els personatges femenins (p. ex., Rachilde, Isolda, Adalberte, Helga) dels "romanços ginàrquics" de Faustine Flauberge.

### Còmic

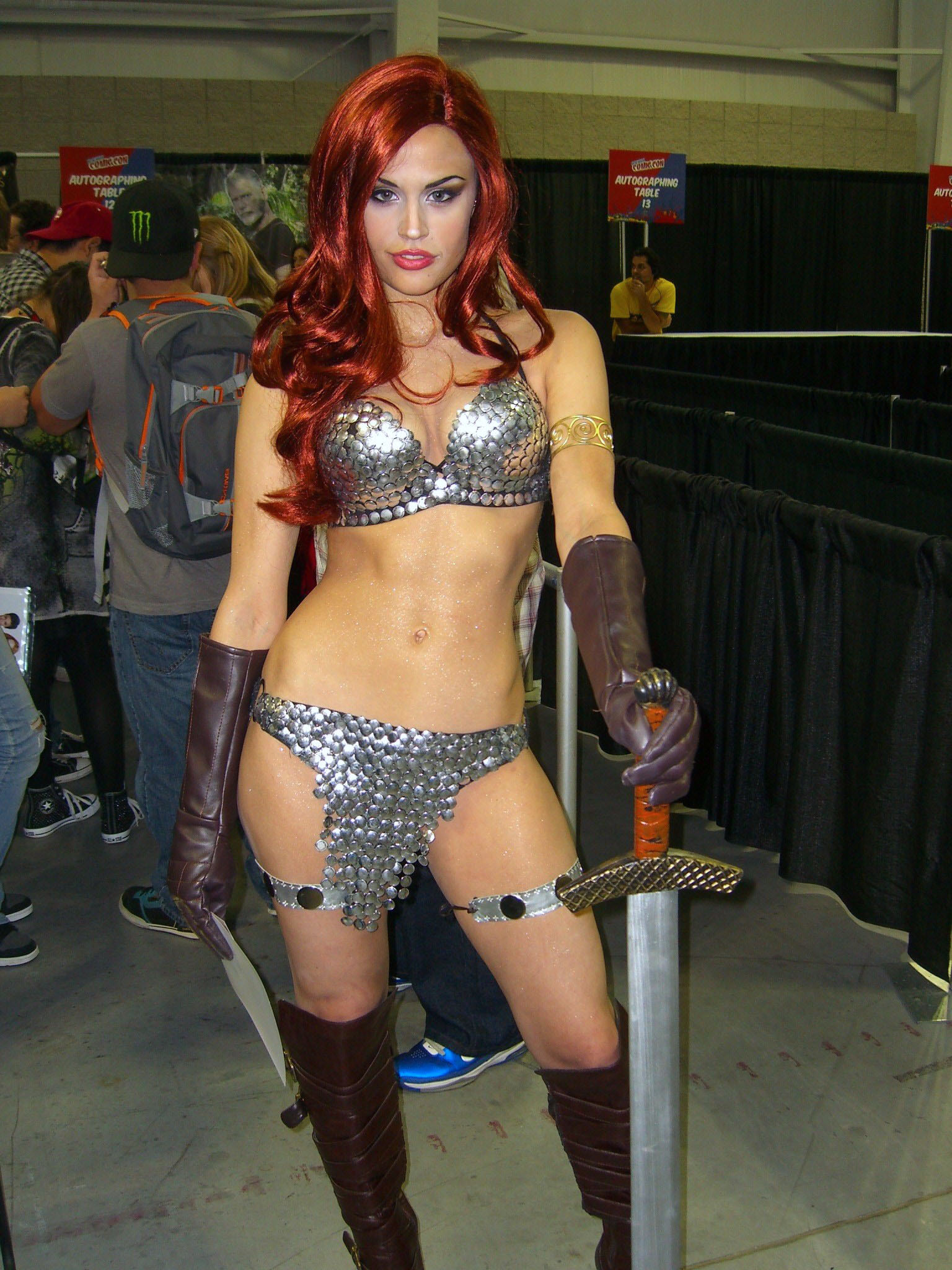
Red Sonja és una guerrera incònica del món del còmic

- Kriss de Valnor en els còmics de Thorgal .
- Red Sonja: guerrera amazona pèl-roja, creada per autors que van reprendre l'obra de Robert E. Howard. Es converteix, en els còmics publicats per Marvel, en l'equivalent femení de Conan el Bàrbar.
- Sheena, Queen of the Jungle, personatge de bandes dibuixades, equivalent femení de Tarzan.
- Wonder Woman: personatge de DC Comics, filla de la reina de les amazones Hipòlita i arquetip de la superheroïna.
- Altres personatges als còmics, com Elektra, Supergirl, She-Hulk, Miss Marvel, Power Girl, Hit-Girl, etc.
- Al manga One Piece, existeix una illa anomenada Amazone Lilly habitada exclusivament per dones i en la qual tot home que entri serà executat.

### Cinema i televisió

La protagonista de "Mad Max: fúria a la carretera" és un exemple de dona guerrera en la ficció actual

- Alice Abernathy a les pel·lícules de la franquícia Resident Evil
- Imperator Furiosa a la pel·lícula Mad Max: fúria a la carretera
- Selene a la saga Underworld
- Barbarella : protagonitzada per l'actriu Jane Fonda i que reprèn les tesis feministes. La pel·lícula és, curiosament, una estranya successió de situacions masclistes, que il·lustren el mecanisme desencadenat per la revolució sexual associada a la llibertat d'expressió.
- Buffy Summers a la sèrie Buffy lthe Vampire Slayer, una jove d'institut a la qual se li ha atorgat el poder i la tasca de lluitar contra vampirs i dimonis
- Ellen Ripley a la saga Alien
- Sarah Connor a la saga Terminator
- Lara Croft a les pel·lícules de la franquícia Tomb Raider
- Lexa a la sèrie de televisió Els 100
- Sarah Walker de la sèrie de televisió Chuck .
- Xena, la princesa guerrera, heroïna de la sèrie de televisió neozelandesa del mateix nom

### Videojocs
- Al videojoc Diablo II, un dels avatars jugables, «amazona», és una guerrera especialitzada en combats amb arc i llança,
- Les guerreres Gerudo, tribu a la qual pertany l'antagonista, Ganon, que apareixen als videojocs Ocarina of Time i Majora's Mask de la sèrie The Legend of Zelda
- Lara Croft de la sèrie de jocs vídeos Tomb Raider .
- Samus Aran en la sèrie de jocs vídeos Metroid .
- Bayonetta

### Personatges històrics

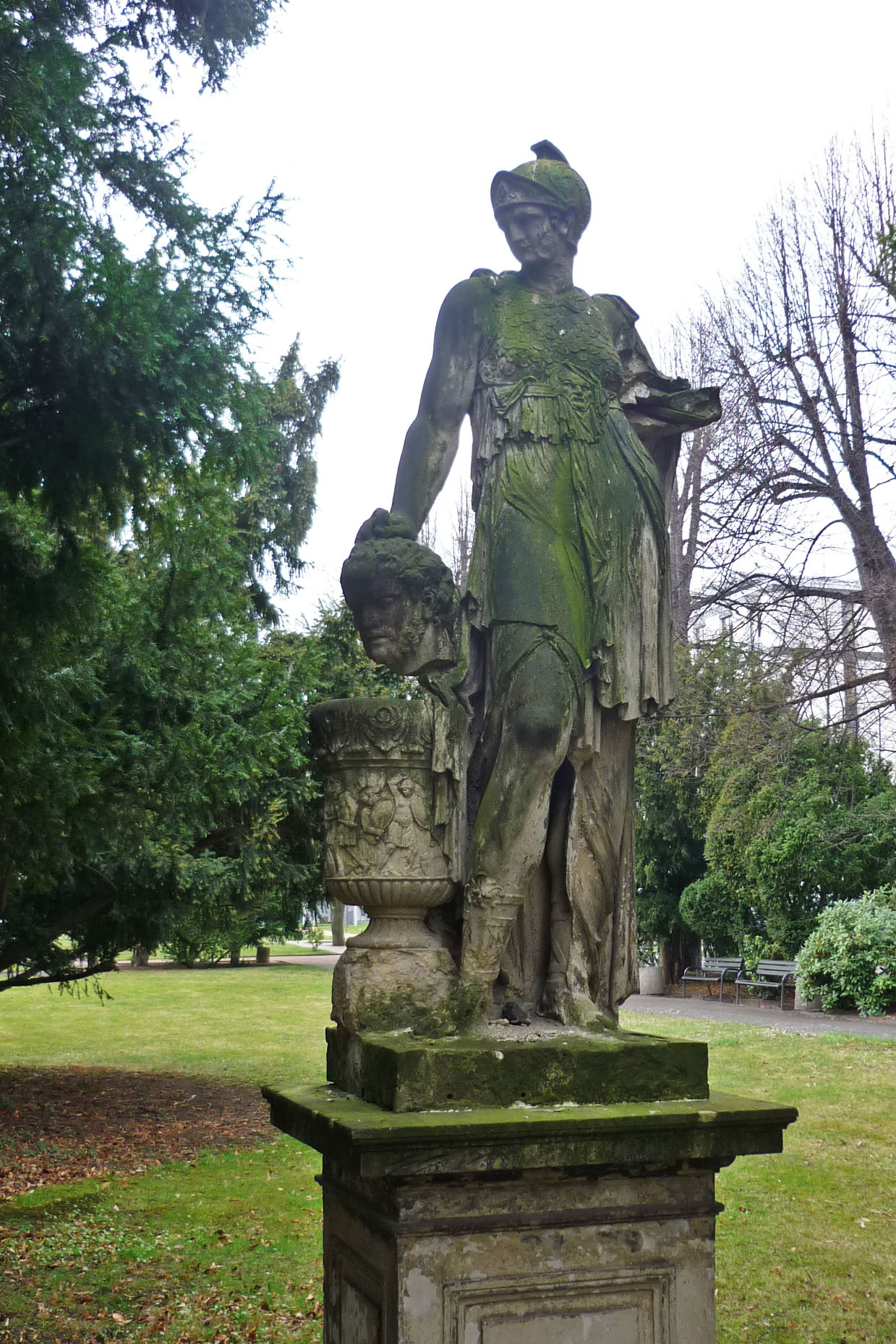
La Reina Tomiris, sobirana dels massàgetes, famosa per haver vençut i mort Cir el Gran.

- La reina jonia de Caria Artemisia I, que va acompanyar a Jerjes en la seva campanya contra els grecs i va ocupar una posició de comandament durant la batalla de Salamina. Es creu que va ser per ella que el persa va pronunciar la frase: els meus homes han esdevingut dones, mentre que les dones són com els homes .
- En la seva obra Sobre el valor de les dones, l'historiador grecoromà Plutarc descriu com les dones d'Argos van lluitar contra el rei Cleómenes I i els espartans sota el comandament de la poetessa Telesila l'any 510 a. C.[48][49]
- Les amazones eren suposadament tota una tribu, o fins i tot un poble segons alguns, de dones guerreres que van viure en el període més arcaic de la història grega (abans de la guerra de Troia). El seu nom, juntament amb el de les seves reines, ha esdevingut un epònim de dona masculina, forta i atlètica.
- Arpàlice, una de les filles d'Arpàlic, rei dels aminians a Tràcia ; en quedar òrfena de mare a una edat primerenca, va ser criada pel seu pare amb llet de vaca i d'euga, i entrenada com un home. Després de la mort del seu pare, se'n va anar a viure al bosc i es va convertir en bandolera. Es diu d'ella que era tan ràpida corrent que els cavalls no podien seguir-la.
- A la mitologia britànica, la reina Cordelia va derrotar diversos pretendents al tron i va liderar l'exèrcit directament a la batalla.
- La reina britànica Boudica i la reina Gwendolen
- Les germanes vietnamites Trung (12-43) van dirigir la campanya d'alliberament nacional contra els xinesos.
- La reina de Palmira, Zenòbia, que va combatre contra l'imperi romà.
- La princesa xinesa Zhao de Pingyang (598-623), que va reunir i va comandar un exèrcit a la batalla.
- Sajah bint Al-Harith ibn Suayd, segons la tradició islàmica una falsa profetisa i cap militar del segle VII.
- Ethelfleda, la filla d'Alfredo el Gran.
- La reina Tomiris dels massagetes.
- Joana d'Arc.
- La princesa musulmana nigeriana Amina de Zaria.
- Catalina Sforza, que va dirigir la defensa de Forli contra les forces de César Borgia.
- Cia Ordelaffi, noble italiana.
- La princesa mongola Mandukhai Khatun.
- Les onna-bugeiha, dones samurai, i les kunoichi, dones ninja.
- Tomoe Gozen (1157? – 1247) una onna-bugueisha descrita en la literatura èpica de la tradició samurai.
- Nakano Takeko (1847–1868), onna-bugueisha del domini Aizu.
- Stamira (abans de 1173-1174), dona que es va oposar a l'emperador Federic I d'Hohenstaufen, conegut com Barbarroja.
- La cosaca Alena (Alyona) Arzamasskaya-Temnikovsky.
- Nadezhda Dúrova, primera dona oficial de l'exèrcit rus.
- Maria Bochkariova, comandant militar russa dels batallons de la mort de dones.
- Diverses troballes de dones nòrdiques sepultades amb armes.[50]
- Celi's Bulkeley, combatent vandeana, membre de l'exèrcit de Charette durant la Guerra de la Vendée.
- Marie-Jeanne Schellinck, personalitat militar entre 1792 i 1808.
- Marie-Thérèse Figueur, cèlebre soldat francesa entre 1793 i 1815.
- Renée Bordereau, combatent francesa a les Guerres de la Vendée.
- Eugénie Renique (1780-1836), famosa amazona, amant del mariscal Masséna, recorrent els camps de batalla a la seva companyia.